# Heaven Help the Child
Heaven Help the Child è un album del cantautore statunitense Mickey Newbury, pubblicato dall'etichetta discografica Elektra nel febbraio 1973.
I brani sono interamente composti dallo stesso interprete. Nell'album è presente anche Sweet Memories, brano che era stato portato al successo da Andy Williams nel 1968.
Dal disco vengono tratti i singoli Heaven Help the Child e Sunshine.

## Tracce

### Lato A
1. Heaven Help the Child
2. Good Morning Dear
3. Sunshine
4. Sweet Memories

### Lato B
1. Why You Been Gone So Long
2. Cortelia Clark
3. Song for Susan
4. San Francisco Mabel Joy